# Цоллікофен
Цоллікофен (нім. Zollikofen) — місто  в Швейцарії в кантоні Берн, адміністративний округ Берн-Міттельланд.

## Географія
Місто розташоване на відстані близько 6 км на північ від Берна.
Цоллікофен має площу 5,4 км², з яких на 42,4% дозволяється будівництво (житлове та будівництво доріг), 43,7% використовуються в сільськогосподарських цілях, 12,5% зайнято лісами, 1,3% не є продуктивними (річки, льодовики або гори).

## Демографія
2019 року в місті мешкало 10 471 особа (+6,5% порівняно з 2010 роком), іноземців було 23,5%. Густота населення становила 1943 осіб/км².
За віковим діапазоном населення розподілялося таким чином: 19,8% — особи молодші 20 років, 58,2% — особи у віці 20—64 років, 22% — особи у віці 65 років та старші. Було 4755 помешкань (у середньому 2,1 особи в помешканні).
Із загальної кількості 7690 працюючих 405 було зайнятих в первинному секторі, 1236 — в обробній промисловості, 6049 — в галузі послуг.